# سان أنجيلو (تكساس)
سان أنجلوهي مدينة في ولاية تكساس تقع في وسط غرب ولاية تكساس. وقدر عدد سكان بثلاثة وتسعين الف نسمة في المدينة وحصل الإحصاء في عام 2010.يوجد في مدينة سان انجلو قاعدة جوية عسكرية للجيش الأمريكي

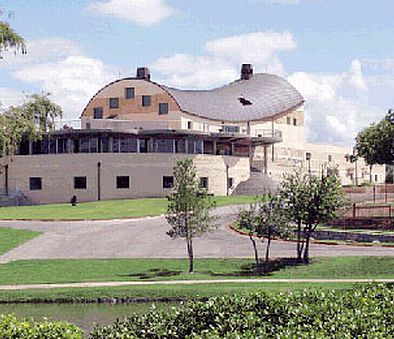
متحف الفنون الجميلة

## التركيبة السكانية
حدّد مكتب تعداد الولايات المتحدة بيانات التركيبة السكانية لسان أنجيلو في تعداد الولايات المتحدة. في ما يلي، التركيبة السكانية حسب تعدادي 2000 و2010.

### تعداد عام 2000
بلغ عدد سكان سان أنجيلو 88,439 نسمة بحسب تعداد عام 2000، وبلغ عدد الأسر 34,006 أسرة وعدد العائلات 22,414 عائلة مقيمة في المدينة. في حين سجلت الكثافة السكانية 551.4 نسمة لكل كيلومتر مربع (1,428.1/ميل2). وبلغ عدد الوحدات السكنية 37,699 وحدة بمتوسط كثافة قدره 235.1 لكل كيلومتر مربع (608.9/ميل2).
وتوزع التركيب العرقي للمدينة بنسبة 77.10% من البيض و4.73% من الأمريكيين الأفارقة و0.65% من الأمريكيين الأصليين و0.95% من الأمريكيين ذوي الأصول الآسيوية و0.08% من سكان جزر المحيط الهادئ و13.96% من الأعراق الأخرى و2.53% من عرقين مختلطين أو أكثر و33.15% من الهسبانيون أو اللاتينيون من أي عرق.
بلغ عدد الأسر 34,006 أسرة كانت نسبة 36% منها لديها أطفال تحت سن الثامنة عشر تعيش معهم، وبلغت نسبة الأزواج القاطنين مع بعضهم البعض 49.5% من أصل المجموع الكلي للأسر، ونسبة 12.5% من الأسر كان لديها معيلات من الإناث دون وجود شريك، بينما كانت نسبة 3.9% من الأسر لديها معيلون من الذكور دون وجود شريكة وكانت نسبة 34.1% من غير العائلات. تألفت نسبة 28.8% من أصل جميع الأسر من عدة أفراد يعيشون في نفس المنزل ونسبة 11.5% كانت تتألف من شخص يعيش بمفرده يبلغ من العمر 65 عاماً أو أكثر. وبلغ متوسط حجم الأسرة المعيشية 2.48، أما متوسط حجم العائلات فبلغ 3.08.
بلغ العمر الوسطي للسكان 32.8 عاماً. وكانت نسبة 25.8% من القاطنين تحت سن الثامنة عشر، وكانت نسبة 11.1% بين الثامنة عشر والرابعة والعشرين عاماً، ونسبة 26.3% كانت واقعةً في الفئة العمرية ما بين الخامسة والعشرين والرابعة والأربعين عاماً، ونسبة 19.4% كانت ما بين الخامسة والأربعين والرابعة والستين، ونسبة 13% كانت ضمن فئة الخامسة والستين عاماً فما فوق. يوجد لكل 100 أنثى 90.9 ذكر، ويوجد لكل 100 أنثى في الثامنة عشر من عمرها فما فوق 86.3 ذكر.
بلغ متوسط دخل الأسرة في المدينة 32,232 دولارًا، أما متوسط دخل العائلة فبلغ 38,665 دولارًا. وكان متوسط دخل الذكور 27,532 دولارًا مقابل 20,470 دولارًا للإناث. وسجل دخل الفرد الخاص بالمدينة 17,289 دولارًا. وكانت نسبة 11.6% من العائلات ونسبة 15.7% من السكان تحت خط الفقر، وكان من هؤلاء نسبة 21.6% تحت سن الثامنة عشر ونسبة 11.5% في الخامسة والستين من العمر وما فوق.

### تعداد عام 2010
بلغ عدد سكان سان أنجيلو 93,200 نسمة بحسب تعداد عام 2010، وبلغ عدد الأسر 36,117 أسرة وعدد العائلات 22,910 عائلة مقيمة في المدينة. في حين سجلت الكثافة السكانية 581.1 نسمة لكل كيلومتر مربع (1,505.0/ميل2). وبلغ عدد الوحدات السكنية 39,548 وحدة بمتوسط كثافة قدره 246.6 لكل كيلومتر مربع (638.7/ميل2).
وتوزع التركيب العرقي للمدينة بنسبة 80.38% من البيض و4.63% من الأمريكيين الأفارقة و0.82% من الأمريكيين الأصليين و1.14% من الأمريكيين ذوي الأصول الآسيوية و0.09% من سكان جزر المحيط الهادئ و9.99% من الأعراق الأخرى و2.95% من عرقين مختلطين أو أكثر و38.48% من الهسبانيون أو اللاتينيون من أي عرق.
بلغ عدد الأسر 36,117 أسرة كانت نسبة 32% منها لديها أطفال تحت سن الثامنة عشر تعيش معهم، وبلغت نسبة الأزواج القاطنين مع بعضهم البعض 44.2% من أصل المجموع الكلي للأسر، ونسبة 14.2% من الأسر كان لديها معيلات من الإناث دون وجود شريك، بينما كانت نسبة 5% من الأسر لديها معيلون من الذكور دون وجود شريكة وكانت نسبة 36.6% من غير العائلات. تألفت نسبة 29.8% من أصل جميع الأسر من عدة أفراد يعيشون في نفس المنزل ونسبة 11.2% كانت تتألف من شخص يعيش بمفرده يبلغ من العمر 65 عاماً أو أكثر. وبلغ متوسط حجم الأسرة المعيشية 2.45، أما متوسط حجم العائلات فبلغ 3.05.
بلغ العمر الوسطي للسكان 32.8 عاماً. وكانت نسبة 23.4% من القاطنين تحت سن الثامنة عشر، وكانت نسبة 15% بين الثامنة عشر والرابعة والعشرين عاماً، ونسبة 24.8% كانت واقعةً في الفئة العمرية ما بين الخامسة والعشرين والرابعة والأربعين عاماً، ونسبة 23% كانت ما بين الخامسة والأربعين والرابعة والستين، ونسبة 13.8% كانت ضمن فئة الخامسة والستين عاماً فما فوق. وتوزع التركيب الجنسي للسكان بنسبة 48.7% ذكور و51.3% إناث.

## المناخ
يظهر الجدول التالي التغييرات المناخية على مدار السنة لسان أنجيلو:
| البيانات المناخية لـسان أنجيلو        | البيانات المناخية لـسان أنجيلو | البيانات المناخية لـسان أنجيلو | البيانات المناخية لـسان أنجيلو | البيانات المناخية لـسان أنجيلو | البيانات المناخية لـسان أنجيلو | البيانات المناخية لـسان أنجيلو | البيانات المناخية لـسان أنجيلو | البيانات المناخية لـسان أنجيلو | البيانات المناخية لـسان أنجيلو | البيانات المناخية لـسان أنجيلو | البيانات المناخية لـسان أنجيلو | البيانات المناخية لـسان أنجيلو | البيانات المناخية لـسان أنجيلو |
| الشهر                                 | يناير                          | فبراير                         | مارس                           | أبريل                          | مايو                           | يونيو                          | يوليو                          | أغسطس                          | سبتمبر                         | أكتوبر                         | نوفمبر                         | ديسمبر                         | المعدل السنوي                  |
| ------------------------------------- | ------------------------------ | ------------------------------ | ------------------------------ | ------------------------------ | ------------------------------ | ------------------------------ | ------------------------------ | ------------------------------ | ------------------------------ | ------------------------------ | ------------------------------ | ------------------------------ | ------------------------------ |
| الدرجة القصوى °ف (°م)                 | 91 (33)                        | 97 (36)                        | 98 (37)                        | 107 (42)                       | 110 (43)                       | 110 (43)                       | 111 (44)                       | 111 (44)                       | 107 (42)                       | 102 (39)                       | 93 (34)                        | 91 (33)                        | 111 (44)                       |
| الحد الأقصى المتوسط °ف (°م)           | 78.7 (25.9)                    | 83.2 (28.4)                    | 87.9 (31.1)                    | 94.3 (34.6)                    | 100.0 (37.8)                   | 101.1 (38.4)                   | 102.6 (39.2)                   | 102.3 (39.1)                   | 97.3 (36.3)                    | 92.0 (33.3)                    | 83.7 (28.7)                    | 78.4 (25.8)                    | 105.0 (40.6)                   |
| متوسط درجة الحرارة الكبرى °ف (°م)     | 59.5 (15.3)                    | 63.5 (17.5)                    | 71.1 (21.7)                    | 80.1 (26.7)                    | 87.2 (30.7)                    | 92.1 (33.4)                    | 95.1 (35.1)                    | 94.7 (34.8)                    | 87.8 (31.0)                    | 78.8 (26.0)                    | 68.3 (20.2)                    | 59.9 (15.5)                    | 78.2 (25.7)                    |
| متوسط درجة الحرارة الصغرى °ف (°م)     | 33.3 (0.7)                     | 37.0 (2.8)                     | 44.4 (6.9)                     | 51.9 (11.1)                    | 61.8 (16.6)                    | 68.8 (20.4)                    | 71.2 (21.8)                    | 70.7 (21.5)                    | 63.5 (17.5)                    | 53.6 (12.0)                    | 42.3 (5.7)                     | 33.6 (0.9)                     | 52.8 (11.6)                    |
| الحد الأدنى المتوسط °ف (°م)           | 18.1 (−7.7)                    | 19.3 (−7.1)                    | 25.5 (−3.6)                    | 33.0 (0.6)                     | 45.7 (7.6)                     | 58.3 (14.6)                    | 63.9 (17.7)                    | 62.5 (16.9)                    | 47.5 (8.6)                     | 36.3 (2.4)                     | 24.2 (−4.3)                    | 17.4 (−8.1)                    | 13.2 (−10.4)                   |
| أدنى درجة حرارة °ف (°م)               | 1 (−17)                        | −1 (−18)                       | 8 (−13)                        | 23 (−5)                        | 35 (2)                         | 42 (6)                         | 54 (12)                        | 45 (7)                         | 35 (2)                         | 19 (−7)                        | 12 (−11)                       | −4 (−20)                       | −4 (−20)                       |
| الهطول إنش (مم)                       | 0.93 (24)                      | 1.35 (34)                      | 1.50 (38)                      | 1.42 (36)                      | 2.82 (72)                      | 2.59 (66)                      | 1.20 (30)                      | 2.26 (57)                      | 2.46 (62)                      | 2.73 (69)                      | 1.14 (29)                      | 0.85 (22)                      | 21.25 (539)                    |
| متوسط تساقط الثلوج إنش (سم)           | 1.2 (3.0)                      | 0.3 (0.76)                     | 0.1 (0.25)                     | trace                          | 0 (0)                          | 0 (0)                          | 0 (0)                          | 0 (0)                          | 0 (0)                          | 0 (0)                          | 0.3 (0.76)                     | 0.3 (0.76)                     | 2.2 (5.6)                      |
| متوسط أيام هطول الأمطار (≥ 0.01 inch) | 4.6                            | 5.0                            | 5.6                            | 4.5                            | 6.6                            | 6.2                            | 4.7                            | 5.5                            | 4.8                            | 6.2                            | 4.0                            | 4.5                            | 62.2                           |
| متوسط الأيام المثلجة (≥ 0.1 inch)     | 0.8                            | 0.2                            | 0.1                            | 0                              | 0                              | 0                              | 0                              | 0                              | 0                              | 0                              | 0.1                            | 0.3                            | 1.5                            |
| المصدر: خدمة الطقس الوطنية            |                                |                                |                                |                                |                                |                                |                                |                                |                                |                                |                                |                                |                                |

## أعلام
- تشارلز وليامز
- كليف ريتشي
- روبرت جي. ويب
- بيل ماكغيل
- إدنا ويلدي
- إلمر كيلتون
- جون بولز
- نانسي ريتشي
- ليه كوكس
- جاي بيرسون ألن